# ترویج و آموزش کشاورزی
ترویج و آموزش کشاورزی نوعی آموزش غیر رسمی به روستائیان و علاقه‌مندان به کشاورزی برای آشنائی و استفاده از فناوری‌های نو جهت افزایش تولید و بهره‌وری و درآمد و ارتقای سطح زندگی تولیدکنندگان کشاورزی و رسیدن به اهداف توسعه کشاورزی و روستائی است.
ترویج کشاورزی یاری هدفدار در تصمیم‌گیری و شکل‌گیری نظرات تعریف شده‌است.
کارشناسان آن را نوعی مداخله‌گری ارتباطی حرفه‌ای می‌دانند که توسط یک نهاد به منظور ایجاد تغییرات داوطلبانه رفتاری در کشاورزان با فرض داشتن منافع جمعی یا اجتماعی بنا می‌شود.

## هدف‌ها
هدف ترویج کشاورزی رسیدن کشاورزی به سطح مطلوب و ارتقاء سطح زندگی کشاورزان به ویژه کشاورزان تهیدست است تا از طریق آشنائی با پژوهش و فناوری به صورت کاربردی بتوانند با افزایش تولید و کاهش هزینه و کسب درآمد بیشتر سطح زندگی خود و خانواده را فراهم نمایند.
ترویج کشاورزی در کشورهای در حال توسعه برای رسیدن به اهداف توسعه کشاورزی و روستائی یکی از عناصر ضروری است که بیشتر در قالب نظام‌های دولتی و اخیراً در برخی کشورها به صورت فعالیت‌های ترویج خصوصی کشاورزان را تحت آموزش به روش‌های مختلف قرار می‌دهند.
البته در کشور ما این هدف آن‌گونه که انتظار می‌رود محقق نگردیده است زیرا کارشناسان ما پس از تحصیل به خاطر کم تجربگی و تئوریک بودن مطالب درسی تدریس شده در دانشگاه اکثراً یا بیکارند یا هنگام ورود به عرصه کار و در عمل به جای کمک به رشد و توسعه کشاورزی و ترویج کشاورزی بین کشاورزان به پشت میز نشینانی تئوری پرداز و آمارساز مبدل می‌شوند که حتی کشاورزان نیز بر ناکار آمدی بسیاری از آنان در عرصه عمل به علوم آموخته‌شان شاهدند.
و توجه به نابسامانی‌ها و عدم پیشرفت چشمگیر در این عرصه تاییدی بر این مدعااست .
مشکل اصلی ترویج در کشور ما عدم ارتباط منطقی مابین سه بخش تحقیقات، آموزش و ترویج است.زیرا هر کدام از این بخش‌ها به‌طور جدا و منفصل از هم کار می‌کنند و ارتباطی با هم ندارندو یا اگر دارند بسیار محدود و غیر کارا است.
کار اصلی ترویج ایجاد تغییر می‌باشد  به نحوی که روند تولید محصولات کشاورزی از حالت سنتی به حالت علمی و دقیق تغیر پیدا کند.